# Noémie Wolfs
Noémie Maria Alexis Ghislaine Wolfs (Scherpenheuvel-Zichem, 20 de octubre de 1988) es una cantante belga.

## Biografía
Estudió artes gráficas en la Universidad de Gante. En su juventud escuchaba principalmente los discos de su padre, como los de Fleetwood Mac y Bob Dylan.
A los 22 años se convirtió en la nueva cantante del grupo Hooverphonic para reemplazar a Geike Arnaert, tras ser elegida entre las 30 primeras seleccionadas, de una ronda de 1000 candidatas buscadas en 2010.
En 2011 recibió el Summerhit 2011 de la Radio 2 como la Mejor Cantante.
En 2015 abandona Hooverphonic y firma contrato con Universal Music.
En marzo de 2016 presenta su primer sencillo "Burning".

## Discografía

### Álbumes con Hooverphonic
- 2010: The Night Before
- 2010: Hooverphonic with Orchestra
- 2012: Hooverphonic with Orchestra Live
- 2013: Reflection

### Álbumes en solitario
- 2016: Hunt You
- 2020: Lonely Boy's Paradise
- 2023: Wild at Heart

### Sencillos con Hooverphonic
- 2010: "The Night Before"
- 2011: "Anger Never Dies"
- 2011: "One Two Three"
- 2011: "Heartbroken"
- 2012: "Happiness"
- 2012: "Unfinished Sympathy"
- 2012: "Renaissance Affair" (Versión 2012)
- 2012: "George's Café" (Versión 2012)
- 2013: "Harmless Shapes"
- 2013: "Amalfi"
- 2014: "Ether"
- 2014: "Boomerang"
- 2014: "Gravity"

### Sencillos en solitario
- 2016: "Burning"
- 2016: "Lost In Love"
- 2016: "Hunt You"
- 2017: "Trying to Pretend"
- 2018: "Let Me Down"
- 2019: "On the Run"
- 2020: "Wake Me Up / Notorious"
- 2020: "Love Song"
- 2021: "Lonely Boy's Paradise"
- 2023: "Lonely Heart"
- 2023: "A Little Bit"
- 2023: "Moonlight"